# Mount Strahan
Mount Strahan är ett berg i Australien. Det ligger i regionen  West Coast och delstaten Tasmanien, i den sydöstra delen av landet, omkring 160 kilometer nordväst om delstatshuvudstaden Hobart. Toppen på Mount Strahan är 839 meter över havet, eller 353 meter över den omgivande terrängen. Bredden vid basen är 5,4 km.
Trakten runt Mount Strahan är nära nog obefolkad, med mindre än två invånare per kvadratkilometer.. Närmaste större samhälle är Queenstown, omkring 18 kilometer norr om Mount Strahan. 
I omgivningarna runt Mount Strahan växer i huvudsak städsegrön lövskog. Genomsnittlig årsnederbörd är 2 407 millimeter. Den regnigaste månaden är september, med i genomsnitt 283 mm nederbörd, och den torraste är februari, med 92 mm nederbörd.